# Provinciale weg 229
De provinciale weg 229 (N229) begint in Bunnik bij de A12 en loopt verder via Odijk, Werkhoven, Cothen en Wijk bij Duurstede naar Rijswijk. Bij Cothen sluit de N229 aan op de N227 en bij Rijswijk op de N320.
Aan de noordzijde van de A12 gaat de N229 over in de Bunnikse 'Baan van Fectio', en via het station Bunnik naar de N411 richting Utrecht.

## Provinciaal gedeelte
Het noordelijke deel van de N229 is in beheer van de provincie Utrecht. Het gaat om het deel ten noorden van de bebouwde kom van Wijk bij Duurstede. De N229 heeft hier een gebiedsontsluitende functie en bestaat uit één  rijbaan met twee rijstroken. Langs een groot deel ligt een busbaan en vrijliggende fietspaden of parallelwegen voor landbouwvoertuigen.

## Gemeentelijk gedeelte
Het zuidelijke deel van de N229 is in gemeentelijk beheer. In de meeste gevallen wordt het wegnummer dan ingetrokken en niet meer gebruikt, maar bij de N229 is dat niet het geval. De Geerweg, Romeinenbaan, Kortland, Lekdijk Oost en Veerweg zijn overgedragen aan de gemeente Wijk bij Duurstede. De gemeente heeft hectometerpaaltjes met een gemeentelijke lay-out toegepast langs de weg. Aan de Gelderse zijde van de Lek is de weg (De Heuvel) al langere tijd in beheer van de gemeente Buren. Langs dit deel van de weg is het wegnummer op enkele wegwijzers te vinden.
De Geerweg en Romeinenbaan in Wijk bij Duurstede hebben een gebiedsontsluitende functie en kennen een maximumsnelheid van 70 kilometer per uur, omdat beide wegen binnen de bebouwde kom liggen. Het overige deel van de route zijn, zowel in de gemeente Wijk bij Duurstede als in Buren, ingericht als erftoegangsweg met een maximumsnelheid van 60 kilometer per uur.
N23 · N194 · N196 · N197 · N198 · N199 · N200 · N201 · N202 · N203 · N204 · N205 · N206 · N207 · N208 · N209 · N210 · N211 · N212 · N213 · N214 · N215 · N216 · N217 · N218 · N219 · N220 · N221 · N222 · N223 · N224 · N225 · N226 · N227 · N228 · N229 · N230 · N231 · N232 · N233 · N234 · N235 · N236 · N237 · N238 · N239 · N240 · N241 · N242 · N243 · N244 · N245 · N246 · N247 · N248 · N249 · N250 · N307

N401 · N402 · N403 · N404 · N405 · N406 · N407 · N408 · N409 · N410 · N411 · N412 · N413 · N414 · N415 · N416 · N417 · N418 · N419 · N420 · N421 · N439 · N440 · N441 · N442 · N443 · N444 · N445 · N446 · N447 · N448 · N449 · N450 · N451 · N452 · N453 · N454 · N455 · N456 · N457 · N458 · N459 · N460 · N461 · N462 · N463 · N464 · N465 · N466 · N467 · N468 · N469 · N470 · N471 · N472 · N473 · N474 · N475 · N476 · N477 · N478 · N479 · N480 · N481 · N482 · N483 · N484 · N487 · N488 · N489 · N490 · N491 · N492 · N493 · N494 · N495 · N496 · N497 · N498 · N501 · N502 · N503 · N504 · N505 · N505 (Andijk) · N506 · N507 · N508 · N509 · N510 · N511 · N512 · N513 · N514 · N515 · N516 · N517 · N518 · N519 · N520 · N521 · N522 · N523 · N524 · N525 · N526 · N527 · N806 · N830 · N848

Cursief vermelde wegen zijn voormalige Provinciale wegen
N23 · N34 · N224 · N225 · N229 · N233 · N271 · N301 · N302 · N303 · N304 · N305 · N306 · N307 · N308 · N309 · N310 · N311 · N312 · N313 · N314 · N315 · N316 · N317 · N318 · N319 · N320 · N322 · N323 · N324 · N325/A325 · N326/A326 · N327 · N329 · N330 · N331 · N332 · N333 · N334 · N335 · N336 · N337 · N338 · N339 · N340 · N341 · N342 · N343 · N344 · N345 · N346 · N347 · N348/A348 · N349 · N350 · N351 · N352 · N375 · N377

N418 · N701 · N702 · N703 · N704 · N705 · N706 · N707 · N708 · N709 · N710 · N711 · N712 · N713 · N714 · N715 · N716 · N717 · N718 · N719 · N720 · N727 · N731 · N732 · N733 · N734 · N735 · N736 · N737 · N738 · N739 · N740 · N741 · N742 · N743 · N744 · N745 · N746 · N747 · N748 · N749 · N750 · N751 · N752 · N753 · N754 · N755 · N756 · N757 · N758 · N759 · N760 · N761 · N762 · N763 · N764 · N765 · N766 · N768 · N781 · N782 · N783 · N784 · N785 · N786 · N787 · N788 · N789 · N790 · N791 · N792 · N793 · N794 · N795 · N796 · N797 · N798 · N800 · N801 · N802 · N803 · N804 · N805 · N806 · N810 · N811 · N812 · N813 · N814 · N815 · N816 · N817 · N818 · N819 · N820 · N821 · N822 · N823 · N824 · N825 · N826 · N827 · N830 · N831 · N832 · N833 · N834 · N835 · N836 · N837 · N838 · N839 · N840 · N841 · N842 · N843 · N844 · N845 · N846 · N847 · N848 · N852 · N855

Cursief vermelde wegen zijn voormalige provinciale wegen.